# Drissa Dié
Drissa Dié, né le 13 mai 1960 à Bouaké (Côte d'Ivoire), est un ancien joueur de basket-ball ivoirien.

## Carrière
- 1978-1982 :  Basket Ball Villefranchois
- 1983-1986 :  CSP Limoges
- 1986-1987 :  ESM Challans
- 1987-1988 :  ABC Nantes
- 1988-1990 :  ASPO Tours
- 1990-1992 :  Montpellier PB
- 1992-1994:   SLUC Nancy
- 1994-1997   AS GOLBEY-EPINAL
- ? :  USRAN de Bouaké

## Palmarès
- Champion d'Afrique 1981[1]